# Tom Ford
Thomas Carlyle Ford (Austin, Texas; 27 de agosto de 1961) es un diseñador de modas y director de cine estadounidense que fue director creativo de Gucci e Yves Saint Laurent.

## Biografía

### Primeros años (1961-86)
Tom Ford nació el 27 de agosto de 1961, en Austin, Texas, hijo de Shirley Burton y Thomas David Ford, ambos corredores inmobiliarios. Pasó sus primeros años en los suburbios de Houston, Texas, y en San Marcos, en las afueras de Austin; su familia se trasladó a Santa Fe, Nuevo México, cuando tenía 11 años. En Santa Fe, ingresó en la Escuela Secundaria de San Miguel y más tarde se trasladó a la Escuela Preparatoria Santa Fe, donde se graduó en 1979. Ford dejó Santa Fe a los 16 años, cuando se inscribió en el Bard College, en el Simon's Rock, pero rápidamente se retiró. Después se mudó a la ciudad de Nueva York para estudiar Historia del Arte en la Universidad de Nueva York.
Ford abandonó la Universidad de Nueva York después de un año, prefiriendo concentrarse en actuar en comerciales de televisión al mismo tiempo que tomaba parte en 12 campañas publicitarias nacionales. Posteriormente, Ford comenzó a estudiar arquitectura de interiores en la famosa Parsons The New School for Design. Durante su estancia en Nueva York, Ford se convirtió en un fijo de la legendaria discoteca Studio 54, donde se dio cuenta de que era gay. La discoteca Glamour de la era del club sería también una gran influencia en sus diseños posteriores. Antes de su último año en la New School, Ford pasó un año y medio en París, donde trabajó como pasante en la prensa de Chloé office. Su trabajo consistía principalmente en el envío de ropa en sesiones de fotos, lo que despertó su amor por la moda. Pasó sus últimos años en The New School estudiando moda; sin embargo, se graduó con una licenciatura en arquitectura.

### Primeros trabajos (1986-94)
Durante las entrevistas de trabajo que realizó después de la graduación, dijo que había asistido a la división de Parsons The New School, pero ocultó que se graduó en arquitectura, y que su trabajo en Chloe era una posición de relaciones públicas de bajo nivel. A pesar de su falta de experiencia, llamó al diseñador estadounidense Cathy Hardwick todos los días durante un mes con la esperanza de conseguir un trabajo en su compañía de ropa deportiva. Hardwick accedió finalmente a verlo y más tarde recordó así el incidente: «Tenía toda la intención de no darle ninguna esperanza. Le pregunté quiénes eran sus diseñadores europeos favoritos y dijo Armani y Chanel. Meses más tarde le pregunté por qué dijo eso, y él respondió: 'Porque tú llevabas algo de Armani'. No es de extrañar que consiguiera el trabajo». Trabajó como asistente de diseño para Hardwick durante dos años.
En 1988, se trasladó a Perry Ellis, donde conocía tanto a Robert McDonald, presidente de la compañía, como a Marc Jacobs, su diseñador, social; empresa en la que permaneció durante dos años, hasta que se cansó de trabajar en la moda estadounidense. En una entrevista posterior con el New York Times, comentó: «Si quería llegar a ser un buen diseñador, tenía que dejar los Estados Unidos. Mi propia cultura me inhibía. Demasiado estilo en Estados Unidos es de mal gusto. Ha menospreciado ser demasiado elegante. Los europeos, sin embargo, aprecian el estilo». Pronto tendría la oportunidad de entrar en el mundo de la moda europea; Gucci, una compañía de productos de lujo vacilante, estaba tratando de reforzar la presencia de sus mujeres prêt-à-porter como parte de una revisión de la marca. En aquel momento, «a nadie se le habría ocurrido que llevara Gucci», dijo Dawn Mello, entonces director creativo de la compañía. Mello contrató a Ford, entonces un casi desconocido, como diseñador de las mujeres principales de la marca prêt-à-porter en 1990. «Yo estaba hablando con un montón de gente, y la mayoría no quería el trabajo», dijo Mello. «Para un diseñador americano trasladarse a Italia para unirse a una compañía que estaba lejos de ser una marca hubiera sido muy arriesgado». Ford y su socio de toda la vida, el periodista de moda Richard Buckley, se trasladaron a Milán en septiembre.
El papel de Ford en Gucci ganó importancia rápidamente; al cabo de seis meses ya diseñaba ropa masculina, y poco después los zapatos. Cuando Richard Lambertson deja el puesto de director de diseño en 1992, Ford asumió la dirección de la marca prêt-à-porter, los perfumes, la imagen, la publicidad y el diseño de la tienda. En 1993, cuando estaba a cargo del diseño de once líneas de productos, Ford trabajaba dieciocho horas al día. Durante estos años, hubo tensiones creativas entre Ford y Maurizio Gucci, presidente de la compañía y propietario del 50 %. Según Mello, «Maurizio siempre quería que todo fuese redondo y marrón, y Tom cuadrado y negro». Aunque Maurizio Gucci quería despedir a Ford, Domenico De Sole insistió en que se quedara. No obstante, el trabajo de Ford durante la década de 1990 fue sobre todo entre bastidores; sus contribuciones a Gucci fueron eclipsadas por los de Mello, que fue la cara pública de la compañía.

### Gucci y director creativo de YSL (1994-2004)
En 1994, Ford fue ascendido a director creativo. En su primer año al frente, introdujo los hipsters de terciopelo estilo Halston, camisas de satén ajustadas y botas de charol metálico auto-acabado. En 1995, él trajo al estilista francesa Carine Roitfeld y al fotógrafo Mario Testino para crear una serie de nuevas campañas publicitarias de la compañía. Entre 1995 y 1996, las ventas de Gucci se incrementaron en un 90 %. Basándose en la fuerza de las colecciones de Ford, Gucci se hizo pública en octubre de 1995 con una oferta inicial de $22 por acción, seguido de una oferta adicional global en marzo de 1996 de $48 por acción, y una tercera oferta en 1999 de $75 por acción. A principios de 1999, el conglomerado de productos de lujo LVMH, encabezado por Bernard Arnault, aumentó sus participaciones en Gucci, con miras a la toma de posesión de la empresa. Domenico de Sole reaccionó mediante la emisión de nuevas acciones en un esfuerzo para diluir el valor de las tenencias de Arnault. Ford y De Sole se acercaron al holding francés Pinault-Printemps-Redoute (PPR) planteándo la posibilidad de formar una alianza estratégica. François Pinault, fundador de la compañía, aceptó la idea y compró 37 millones de acciones de la sociedad, lo que suponía una participación del 40 %. La parte del Arnault se diluyó a 20 %. En un momento, Ford fue el mayor accionista individual de Gucci acciones y opciones.
En 1999, la casa, que había entrado casi en bancarrota cuando Ford se unió, fue valorada en aproximadamente $4,3 mil millones. Cuando Ford se retiró en 2004, el Grupo Gucci fue valorado en $10 mil millones.
Cuando Gucci adquirió la casa de Yves Saint Laurent (YSL) en 1999, Ford fue nombrado director creativo de esa marca desplazando, así, a Alber Elbaz que había sido la elección de Saint Laurent para el director creativo de la línea de prêt-à-porter de la compañía. Saint Laurent no ocultó su descontento con este hecho, y criticó abierta y regularmente las colecciones de Ford. "El pobre hombre hace lo que puede", es citado una vez refiriéndose a su sucessor. Durante su etapa como director creativo de YSL, Ford, sin embargo, ganó numerosos Consejos de Diseñadores de Moda de las concesiones de América. Al igual que su trabajo en Gucci, Ford fue capaz de tirar de la casa de moda clásica de nuevo en la corriente principal. Sus campañas publicitarias para el opio fragancias YSL (con Sophie Dahl pelirroja completamente desnuda vistiendo sólo un collar y talones stiletto en una actitud sexualmente sugerente) y YSL M7 (con el campeón de artes marciales Samuel de Cubber en completa desnudez frontal completa) se hicieron famosas.
En abril de 2004, Ford se separó del grupo Gucci después de que él y CEO Domenico de Sole, que se acredita como socio de Ford en el éxito de Gucci, no pudieran llegar a un acuerdo con los jefes de PPR sobre el control artístico del Grupo. Ford se ha referido a esta experiencia como "devastadora" porque "puso todo en ella durante quince años."

### 2004-presente
Después de salir de Gucci, Ford lanzó una línea de ropa masculina, belleza, gafas y accesorios en 2006. Dominico De Sole se convirtió en presidente de la etiqueta de Tom Ford. En marzo de 2011, Ford apareció en la portada de la publicación bianual otro hombre, la contraparte fraterna a otra revista, dando su opinión sobre lo que hace el caballero de hoy en día. En 2015, fue nombrado uno de los 50 hombres mejor vestidos de GQ. También recibió el Premio de la moda CFDA para Menswear diseñador del año.

### Carrera como director de cine
En marzo de 2005, Ford anunció el lanzamiento de su compañía de producción de cine, Fade to Black. En 2009 hizo su debut como director con A Single Man, basada en la novela homónima de Christopher Isherwood. Las estrellas del drama fueron Colin Firth, como un profesor universitario gay con residencia en Los Ángeles, junto a Julianne Moore, Nicholas Hoult y Matthew Goode. El guion fue adaptado por el canadiense David Scearce y Ford; Ford fue también uno de los productores.
A Single Man se estrenó el 11 de septiembre de 2009 en el 66.º Festival de cine de Venecia Internacional, donde fue nominada para el máximo galardón del León de Oro. Colin Firth fue galardonado con la Copa Volpi al Mejor Actor por su actuación. Ganó un premio BAFTA al Mejor Actor en un papel principal, y fue nominado a un Oscar, un Globo de Oro, al Premio Independent Spirit y el Screen Actors Guild Award.
Otras nominaciones de la película incluyen otras dos categorías Globos de Oro: Julianne Moore a la Mejor Actriz de Reparto, y Abel Korzeniowski a la Mejor banda sonora original. En los premios Independent Spirit, la película fue nominada a la Mejor Ópera Prima y Mejor Primer Guion. Ford y David Scearce, que había adaptado primero el libro en una novela, también recibió una nominación al Mejor Guion Adaptado en los Broadcast Film Critics Association Awards.
En 2015, Ford se encargó de dirigir Animales nocturnos, una adaptación de la novela de Austin Wright Tony and Susan, con George Clooney y Grant Heslov como productores. Jake Gyllenhaal y Amy Adams interpretan a los protagonistas, Tony y Susan.

## Vida privada
Ford es viudo de Richard Buckley, periodista y ex-editor en jefe de la revista Vogue Hommes Internacional; fueron pareja desde que se conocieron en 1986, y tuvieron un hijo, Alexander John Buckley Ford, nacido en septiembre de 2012. La familia vivió en Italia, a donde Ford se había mudado desde Nueva York en 1990. 
Conocido por su interés en la arquitectura moderna, Ford ha encargado casas al arquitecto español Alberto Campo Baeza y al japonés Tadao Ando.

## Premios y distinciones
Festival Internacional de Cine de Venecia
| Año  | Categoría              | Trabajo nominado   | Resultado |
| ---- | ---------------------- | ------------------ | --------- |
| 2009 | Queer Lion             | Un hombre soltero  | Ganador   |
| 2016 | Gran Premio del Jurado | Animales nocturnos | Ganador   |

Ford ha sido reconocido por importantes consejos culturales y de diseño de todo el mundo, incluyendo el Museo Nacional de Diseño Cooper-Hewitt y la revista Time.
- 1995: Premio Internacional - Consejo de Diseñadores de Moda de América (CFDA).
- 1997: la revista People 50 personas más bellas
- 1999: Estilo Icono de premio - Elle Style Premios Reino Unido
- 2000: Mejor Diseñador Internacional - VH1 / Vogue Premios
- 2000: Editores Fashion Club Japón Ganador de
- 2000: GQ británica Hombre Internacional del Año
- 2000: Premio Superstar - Fashion Group International
- 2001: Moda Diseñador del Año - Consejo de Diseñadores de Moda de América
- 2001: Mejor diseñador de moda - la revista TIEMPO
- 2001: Diseñador del Año - GQ EE.UU.
- 2001: Consejo de Administración Tributo Especial - Consejo de Diseñadores de Moda de América
- 2002: Accesorio Diseñador del Año para Yves Saint-Laurent - Consejo de Diseñadores de Moda de América
- 2003: Diseño de Moda Achievement Award - Premios Nacionales de Diseño Cooper-Hewitt Diseño del Museo
- 2004: Rodeo Drive Walk Premio Estilo de
- 2004: Internacional Mejor Vestida Lista Salón de la Fama
- 2005: André Leon Talley Lifetime Achievement Award - Savannah College of Art & Design
- 2006: Lanzamiento de accesorios Marca - Accessories Council Excellence (ACE) Premios
- 2007: GLAAD Media Awards - Premio Víctor Russo
- 2007: Persona del Año de DNR
- 2008: Menswear Designer of the Year - Consejo de Diseñadores de Moda de América
- 2009: Critics Choice Awards - Mejor Guion Adaptado por A Single Man (Nominado)
- 2009: Independent Spirit Awards - Mejor Primer Guion para A Single Man (Nominado)
- 2009: Independent Spirit Awards - Mejor Ópera Prima por A Single Man (Nominado)
- 2009: Honrado como uno de los hombres de GQ USA del Año
- 2009: GQ Alemania Hombre del Año
- 2010: GLAAD Media Awards - Sobresaliente Cine Gran estreno de Un hombre soltero
- 2010: Menswear Designer of the Year - Consejo de Diseñadores de Moda de América (Nominado)
- 2013: Nombrada una de las mejor vestidas de los 50 mayores de 50 años por el Guardian.
- 2014: Premio de la moda CDFA 2014 - Geoffrey Beene Lifetime Achievement Award
- 2015: CFDA Fashion Awards 2015 - Menswear Diseñador del Año.

## Filmografía
Su primera película, A Single Man, es una adaptación de la novela Un hombre soltero de Christopher Isherwood. Se estrenó en 2009 y su protagonista, Colin Firth, ganó la Copa Volpi al mejor actor en el Festival de Venecia de 2009 por su interpretación de George. En la película también participan los actores Julianne Moore, Matthew Goode, Nicholas Hoult, Ginnifer Goodwin y el modelo español Jon Kortajarena.
Su segunda película, Animales nocturnos (2016), es una adaptación de la novela con el mismo nombre de Austin Wright. En ella nos cuenta la vida de Susan, la cual vive en una gran mentira de alta sociedad. Tras una aparente perfección, percibe que su mundo se descompone cuando comienza a leer la novela inédita que su exmarido le ha mandado a su casa.